# Bashundhara Group
Bashundhara Group (en bengalí: বসুন্ধরা গ্রুপ) es un conglomerado bangladesí  con intereses en múltiples sectores de la economía. Fue creado en 1987 como una compañía inmobiliaria bajo el nombre de East West Property Development Ltd (EWPD). Con impulso estatal, la compañía creció rápidamente. En 2020 actuaba en más de 50 sectores de la economía, con empresas punteras. El volumen de negocios de importación y exportación de la compañía fue de 1.12 mil millones de dólares en el año fiscal 2022-23.

## Historia
El Grupo Bashundhara, fundado por Ahmed Akbar Sobhan, comenzó en 1987 como una empresa inmobiliaria. Pronto la compañía diversificó los sectores de intervención y apostó tanto por la fabricación y la industria como por el comercio y las importaciones. A principios de la década de 1990 se establecieron más empresas, entre las que se incluían la producción de cemento, papel, celulosa, tejidos o acero, así como el embotellado y distribución de combustibles fósiles ( LP Gas ). Bashundhara recibió permiso de la Autoridad de Zonas Económicas de Bangladesh para establecer dos zonas económicas especializadas en Keraniganj, Daca, y Bangladesh.
En 2013, Bashundhara invirtió 181 millones de dólares en el sector alimentario, produciendo una amplia gama de productos, incluyendo harina, trigo, carne roja, etc. En 2020, Bashundhara invirtió 143.7 millones de dólares para construir la planta de bitumen más grande de Bangladesh. Esta fábrica tenía la intención de ayudar al país a ser autosuficiente en la producción de bitumen. Ese mismo año se involucró en el mercado de comercio de carbón, con un ejemplo notable de suministro de 8 millones de toneladas de carbón a la central eléctrica de Rampal.
En 2021, Bashundhara invirtió $909 millones para crear una refinería de petróleo en 220 acres de tierra en Sitakunda upazilla de la ciudad portuaria del país de Chattogram. En 2022, Bashundhara invirtió $546 millones de dólares en la creación de la primera refinería de oro de Bangladesh cerca de la carretera Daca-Purbachal. También en 2022, Bashundhara Multi-Steel Industries invirtió 395 millones de dólares para la fase 1 de una planta de fabricación de acero en la Zona Económica Industrial Bashundhara en Bangabandhu Shilpa Nagar, en Chattogram. La inversión de la fase 2 de $727 millones se iniciará en 2025, llevando la producción anual de acero de la compañía a 3 millones de toneladas. Todavía en 2022, ABG Limited, una empresa del grupo Bashundhara, firmó un acuerdo con la Bolsa de valores de Chittagong para adquirir el 25% de sus acciones por 240 crores de BDT en línea con la ley de desmutualización del país. 
En 2023, Bashundhara Telecommunications Limited presentó una propuesta a la división de correos y telecomunicaciones del país para convertirse en un inversor estratégico de la operadora estatal en dificultades TeleTalk. La propuesta describe un plan para desarrollar la red, mejorar el servicio al cliente y actualizar los sistemas de TeleTalk, que ha hecho pérdidas en todos menos en los primeros dos años de sus 19 años de existencia. 
En 2024 el Grupo Bashundhara, que ya contaba con experiencia en el sector de alimentos y bebidas con enseñas en cadenas de comida rápida como Baba Rafi o la propiedad del restaurante Food Hall en Daca, acordó con la compañía PTT OR de Tailandia, propietaria de la marca Café Amazon, abrir 100 nuevas tiendas de café en el país del sur de Asia.

## Empresas
El Grupo Bashundhara opera con más de 50 empresas, en decenas de sectores económicos:
1. East West Property Development (Pvt) Limited[17]
2. Meghna Cement Mills Limited[18]
3. Bashundhara Shipping Lines Limited[19]
4. Bashundhara Shipping Limited
5. Bashundhara Logistics Limited[20]
6. Bashundhara Horticulture Limited[19]
7. Bashundhara Chemical Industries Limited[19]
8. Bashundhara Trading Company Limited[19]
9. Bashundhara International Trade Center Limited[19]
10. Bashundhara Multi Trading Limited
11. Bashundhara General Trading LLC Dubai
12. Bashundhara Employment Services[21]
13. Bashundhara Electricity Limited[19]
14. Bashundhara Infrastructure Development Limited[19]
15. Bashundhara Import Export Limited[19]
16. Bashundhara Agricultural Products Limited[19]
17. Bashundhara Multi Agricultural Company Limited[19]
18. Bashundhara Multi Paper Industries Limited[19]
19. Bashundhara Amusement Park Limited[19]
20. Bashundhara Oil and Gas Company Limited[19]
21. Bashundhara Multipurpose Port Limited[19]
22. Bashundhara Textile Mills Limited[19]
23. Bashundhara Airways Limited[19]
24. Bashundhara Multi Food Products Limited[19]
25. Bashundhara Technologies Limited[19]
26. Bashundhara Paper Mills Limited[22]
27. Bashundhara Fine Paper Limited[23]
28. Bashundhara Pulp & Board Mills Limited[23]
29. Bashundhara LP Gas Limited[24]
30. Bashundhara City Development Limited[25]
31. Bashundhara Steel Complex Limited[26]
32. Bashundhara Industrial Complex Limited[27]
33. Bashundhara Steel And Engineering Limited[28]
34. Bashundhara Multi Steel Industries[29]
35. Bashundhara Foundation[30]
36. Bashundhara Convention Center[31]
37. Bashundhara Dredging Company Limited[32]
38. Bashundhara Technical Institute[33]
39. Bashundhara Telecommunications Network Limited[34]
40. Bashundhara Food and Beverage Industries Limited[35]
41. Sundarban Industrial Complex Limited[36]
42. Bashundhara Cement Industries Limited[37]
43. Bashundra Toiletries Limited[38]
44. Bashundhara Pre-Fabricated Building Manufacturing Industries[29]
45. Dhaka Multi Agricultural Complex Limited
46. Sea Real Estate Developers Limited
47. East West Media Group[39]
48. Bashundhara Kings
49. Rangpur Riders
50. Kebab Turki Baba Rafi (Bangladesh)
51. Toggi Services Limited[40]
52. Bir Cement Limited[41]

## Bashundhara City
Bashundhara City (Bengali: বসুন্ধরা সিটি) es el segundo centro comercial más grande de Bangladesh. La construcción del centro comercial comenzó en 1998; Mohammad Foyes Ullah y Mustapha Khalid Palash de Vistara diseñaron el edificio. Inaugurado al público el 6 de agosto de 2004, el centro comercial está ubicado en Panthapath, cerca de Karwan Bazar, en la ciudad de Dhaka y costó más de $100 millones de dólares. La ciudad de Bashundhara tiene 21 plantas de altura, de las cuales 8 se utilizan para el centro comercial, que alberga cientos de casas de moda y joyas de Bangladesh, así como alrededor de 100 puntos de venta de comida rápida y cadenas de restaurantes.
A pesar de haber sufrido dos incendios significativos, el segundo centro comercial más grande de Bangladesh sigue siendo un establecimiento prominente en el corazón de la ciudad. El primer incendio ocurrió el 13 de marzo de 2009, causando la muerte de 7 personas y heridas a otras 20. El segundo incidente, que tuvo lugar en 2016, no resultó en ninguna víctima.

## Medios de comunicación
En 2009, el grupo lanzó East West Media Group Ltd. , compañía con intereses en varios medios de comunicación de Bangladesh. Entre ellos se encuentran dos canales de televisión, una estación de radio FM, un periódico en línea y tres publicaciones impresas.
Los diarios nacionales en lengua bengalí propiedad del grupo son Kaler Kantho y Bangladesh Pratidin. El grupo también publica el periódico en inglés Daily Sun. Además, el portal de noticias en línea banglanews24.com proporciona contenido en bengalí e inglés.
Los canales de televisión propiedad del grupo incluyen News24 y T-Sports, mientras que Radio Capital es su estación de radio FM.